# Trilochana chalciptera
Trilochana chalciptera är en fjärilsart som beskrevs av George Francis Hampson 1919. Trilochana chalciptera ingår i släktet Trilochana och familjen glasvingar. Inga underarter finns listade i Catalogue of Life.